# Bains-sur-Oust
Bains-sur-Oust är en kommun i departementet Ille-et-Vilaine i regionen Bretagne i nordvästra Frankrike. Kommunen ligger i kantonen Redon som tillhör arrondissementet Redon. År 2022 hade Bains-sur-Oust 3 521 invånare.

## Befolkningsutveckling
Antalet invånare i kommunen Bains-sur-Oust
Referens:INSEE